# Apraclonidina
La apraclonidina es un medicamento de acción simpaticomimético que se utiliza en oftalmología en forma de colirio a concentraciones del 0.5 para el tratamiento de la hipertensión ocular y el glaucoma de ángulo abierto.
También se emplea en concentraciones del 1% como tratamiento preventivo, antes y después de intervenciones quirúrgicas en el segmento anterior del ojo, para prevenir elevaciones de la presión intraocular.

## Mecanismo de acción
Su efecto simpaticomimético se debe a una acción agonista sobre los receptores alfa 2, lo que disminuye la producción de humor acuoso y produce descensos de la presión intraocular. La presión intraocular elevada es el principal factor de riesgo que influye en la aparición de glaucoma, enfermedad que de permanecer sin tratamiento puede producir deficiencia severa e irreversible de la capacidad visual.

## Efectos secundarios
Puede producir efectos secundarios de carácter local, como hiperemia conjuntival (ojo rojo), midriasis (dilatación de la pupila) y hemorragia subconjuntival. En raras ocasiones pueden aparecer efectos generales como ritmo cardiaco alterado. Este fenómeno aunque poco frecuente debe ser tenido en cuenta si existe insuficiencia cardiaca, insuficiencia coronaria o antecedentes de accidente cerebrovascular o infarto agudo de miocardio, lo cual no significa que este contraindicado su empleo en estas situaciones.